# Jean-Michel Bayle
Jean-Michel Bayle   (Manòsca, 1 d'abril de 1969) és un ex-pilot professional de motociclisme occità que ha triomfat tant en motocròs (amb dos Campionats del Món i tres AMA entre altres èxits) com en velocitat.

## Trajectòria esportiva
Bayle guanyà el Campionat del Món de motocròs de 125cc el 1988 i el de 250cc de l'any següent. El 1991 se'n va anar a competir als EUA, esdevenint un dels pocs europeus a guanyar el Campionat AMA de motocròs, tant en 250cc com en 500cc. A més a més, arrodoní la temporada guanyant també el Campionat AMA de supercross 250cc.
Havent guanyat la majoria dels campionats de motocròs, Bayle esdevingué un dels pocs motociclistes que han canviat d'aquesta disciplina a la velocitat. El 1992 va debutar-hi tot prenent part al Gran Premi de França en 250cc. La temporada de 1994 va córrer amb l'equip oficial d'Aprilia al Campionat del Món de 250cc i el 1996 va canviar al de 500cc com a membre de l'equip Kenny Roberts-Yamaha. Bayle va aconseguir punts dues vegades durant la temporada de 1999. Durant la seva carrera en velocitat, va córrer-hi 82 curses i va assolir una pole position a la categoria dels 250cc i dues a la dels 500, però mai no va acabar en posicions de podi.
El 2002 formà equip amb Sébastien Gimbert i Nicolas Dussauge en curses de Resistència, aconseguint guanyar el Bol d'Or i les 24 Hores de Le Mans.

### Retirada
Durant la temporada del 2002 Bayle patí reiterades lesions, decidint finalment retirar-se de les curses de velocitat després de córrer el Gran Premi d'Itàlia. Tot i així, actualment segueix disputant curses de motocròs i fins i tot ha competit al Campionat de França de trial.

## Palmarès al Campionat del Món de Motocròs
| Any          | Motocicleta  | 250cc      | 125cc |
| ------------ | ------------ | ---------- | ----- |
| 1986         | Kawasaki     | -          | 23è   |
| 1987         | Honda        | -          | 3r    |
| 1988         | Honda        | -          | 1r    |
| 1989         | Honda        | 1r         | -     |
| Total títols | Total títols | 1          | 1     |
|              |              | 2 mundials |       |